# Европейская книжная премия
Европейская книжная премия (фр. Prix du Livre européen) — награда автору книги, выражающей европейские ценности, дающей образ современной Европы и опубликованной в течение последнего года на одном из 27 языков стран — членов ЕС.

## Описание
Учреждена ассоциацией Дух Европы под попечительством Жака Делора в 2007. 12 членов Совета попечителей — авторитетные фигуры политиков, крупнейших журналистов, видных представителей публичной сферы, чей вклад в построение единой Европы широко признан; среди них — Пьер Моруа, Пааво Липпонен, Ханс Герт Пёттеринг, Жорже Сампайю, Вальтер Вельтрони, Вайра Вике-Фрейберга и др.
Председателями жюри, состоящего из журналистов крупнейших европейских газет и журналов, были Хеннинг Манкель (2007), Хорхе Семпрун (2008), Эцио Мауро (главный редактор газеты La Repubblica, 2009), Фолькер Шлёндорф (2010).
Денежный эквивалент премии — 20 тысяч евро, с 2009 — 10 тысяч евро лауреату в каждой номинации (литература и нон-фикшн).

## Лауреаты
- 2007: Ги Верхофстадт, за книгу Соединенные Штаты Европы

- 2008: Тони Джадт, за книгу После войны: Европа после 1945 года

- 2009
  - Литература: Мариуш Щигел, за книгу Готтленд
  - Эссе: Сильви Гулар, за книгу Европа для «чайников» (L’Europe pour les nuls)

- 2010
  - Литература: Софи Оксанен, за книгу Очищение
  - Эссе: Роберто Савиано, за книгу Красота и ад

- 2011
  - Литература: Максим Лео (ФРГ) за книгу Будьте готовы
  - Эссе: Анна Биконт (Польша) за книгу Мы из Едвабне

- 2012
  - Литература: Рольф Бауэрдик (ФРГ) за книгу Как Мадонна прибыла на Луну (Wie die Madonna auf den Mond kam)
  - Эссе: Люк ван Миддлаар[англ.] (Нидерланды) за книгу Дорога в Европу (Le Passage à l’Europe)

- 2013
  - Литература: Эдуардо Мендоса (Испания) за книгу Кошачья свара (Riña de gatos)
  - Эссе: Арно Лепармантье[фр.] (Франция) за книгу Эти французы, могильщики евро (Ces Français, fossoyeurs de l’euro)

- 2014
  - Литература: Паскаль Юге[фр.] (Франция) за книгу Одежды Анны (La robe de Hannah)
  - Эссе: Энтони Гидденс (Великобритания) за книгу Беспокойный и могущественный континент (Turbulent and Mighty Continent)

- 2015
  - Литература: Жан-Пьер Орбан[фр.] (Бельгия) за книгу Vera
  - Эссе: Роберт Менассе (Австрия) за книгу Европейский вестник (Der Europäische Landbote)

- 2016
  - Литература: Хавьер Серкас (Испания) за книгу Самозванец (El impostor)
  - Эссе: Эрри Де Лука[итал.] (Италия) за книгу Больше и меньше (Il più e il meno)

- 2017[1]
  - Литература: Давид Рейбрук[фр.] (Бельгия), Цинк (Zinc), Actes Sud
  - Эссе: Раффаэле Симоне[итал.] (Италия), за книгу Как обрушивается демократия (Come la democrazia fallisce), Garzanti

- 2018
  - Литература: Жеральдин Шварц (Géraldine Schwarz, Германия) за книгу Les Amnésiques
  - Эссе: Филипп Сэндс (Великобритания) за книгу East West Street: On the Origins of Genocide and Crimes Against Humanity

- 2019
  - Литература: Джонатан Коу (Великобритания) за роман Срединная Англия[англ.] (Middle England)
  - Эссе: Лоран Годе (Франция) за книгу Nous l’Europe, banquet des peuples